# Luuc van Opzeeland
Luuc Adrianus van Opzeeland (21 de maio de 1999) é um velejador neerlandês.

## Carreira
Van Opzeeland mudou rapidamente da antiga classe olímpica RS:X para iQFoil. No IQFoil ele ficou em terceiro lugar no Campeonato Mundial de Windsurf de 2021 e em terceiro no Campeonato Europeu de 2022. Ele se tornou campeão mundial na Copa do Mundo de 2023 em Haia. Ele foi premiado com o Troféu Conny van Rietschoten 2023 por isso. Ele ficou em terceiro lugar no Campeonato Mundial de 2024, o que significa que Van Opzeeland venceu a competição contra o atual campeão olímpico RS:X Kiran Badloe por uma vaga titular nos Jogos Olímpicos de Verão de 2024 no iQFoil. No torneio olímpico, ele conseguiu a medalha de bronze.